# Petrăchioaia
Petrăchioaia è un comune della Romania di 2 552 abitanti, ubicato nel distretto di Ilfov, nella regione storica della Muntenia. 
Il comune è formato dall'unione di 4 villaggi: Măineasca, Surlari, Petrăchioaia, Vânători.